# Heteromeringia hypoleuca
Heteromeringia hypoleuca är en tvåvingeart som beskrevs av Mcalpine 1960. Heteromeringia hypoleuca ingår i släktet Heteromeringia och familjen träflugor. Inga underarter finns listade i Catalogue of Life.